# Toxotes jaculatrix
O peixe-arqueiro (Toxotes jaculatrix) é um peixe do gênero Toxotes.
A partir de compressões rápidas da cavidade oral que obrigam a água a sair por um tubo formado pela língua pressionada pelo palato estriado, este peixe consegue ejetar água a distâncias de 1,5 m. Também caça insetos que sobrevoam a água.
Peixe típico dos manguezais, que por vezes entra pelos rios adentro, encontra-se na Ásia e na Oceânia, em países como a Indonésia, a Papuásia-Nova Guiné e na Austrália.
O peixe-arqueiro cospe um jato de água seis vezes superior à sua força muscular para caçar, sendo que a dinâmica da água também contribui para este fenômeno.[carece de fontes?]
O primeiro relato deste comportamento foi em 1764.[carece de fontes?]
O peixe fecha as brânquias para forçar a produção do jato, que é projetado pelo ar, como uma única grande gota de água, que atinge a presa de uma tal maneira que ela se torna refeição.
O peixe consegue arrancar insetos firmemente presos à vegetação fora da água. Assim que os insetos são derrubados pelo jato, e caem na água, são devorados imediatamente pelo peixe. Esta técnica permite-lhe atingir certeiramente um inseto numa fração de segundo, mesmo se estiver a dois metros de distância.